# اوسانیتسا (ژاگوبیتسا)
اوسانیتسا (به صربی: Osanica) یک منطقهٔ مسکونی در صربستان است که در ژاگوبیتسا واقع شده‌است. اوسانیتسا ۱٬۱۸۷ نفر جمعیت دارد.